# Hieracium cyathis
Hieracium cyathis es una especie de planta con flor del género Hieracium, de la familia Asteraceae, orden Asterales.

## Distribución
Hieracium cyathis se distribuye por Inglaterra.

## Taxonomía
Fue descrita científicamente por (Ley) W. R. Linton. Fue publicada en Acc. Brit. Hierac.